# Lotte Brill
Lotte Brill (geboren 1907 in Straßburg im Elsass; gestorben nach 1936) war eine deutsche Kostüm- und Bühnenbildnerin.

## Leben
Lotte Brill entstammte einer bekannten Malerfamilie, von deren Mitgliedern sich Matthäus Brill und insbesondere Paulus Brill bereits im 16. und 17. Jahrhundert in Italien durch ihre Arbeiten einen Namen gemacht haben.
Brill wirkte anfangs auf der Kunstschule Saarbrücken bei  Fritz Grewenig, wo sie Porträts, Decken und Wandbehänge sowie Stickereien entwarf und auch selbst ausführte. Ab 1925 war sie an der Kunstgewerbeschule in München Schülerin in der Klasse von Josef Hillerbrand. Dort schuf sie Tapeten, Stoffe, Hinter-Glas-Malereien, Bühnenbilder, Kostüme und Fresken.
Mutmaßlich war Brill zudem eine Schülerin von Lotte Pritzel. Ihre Arbeiten waren künstlerisch beeinflusst von Walter Schnackenberg.
Im Mai 1931 führte Lotte Brill die Ausstattung der Oper Dornröschens Erwachen am Stadttheater Saarbrücken aus. Aufgrund ihrer starken Bühnenbegabung  wurde sie immer häufiger zur Mitarbeit für Ausstattungen herangezogen wie etwa für die Oper La clemenza di Tito von Mozart oder den Xerxes von Händel.
1924 erhielt Brill den Auftrag zur Ausstattung der später so genannten Reichsfestspiele in Heidelberg, für die sie die Kostüme für den Zerbrochenen Krug und den Sommernachtstraum ausführte sowie die gesamte Ausstattung für Lanzelot und Sanderein. 1935 arbeitete Lotte Brill erneut für die Händel-Festspiele in Göttingen.
Zur Zeit des Nationalsozialismus nahm Brill an den Kunstwettbewerben der 1936 ausgetragenen Olympischen Spiele teil. Wohl teilweise aus Neid war Anfang desselben Jahres eine Denunziation gegen den Intendanten Hanns Niedecken-Gebhard wegen dessen Homosexualität lanciert worden, die umfangreiche Ermittlungen der Berliner Gestapo zur Folge hatte. Daraufhin heiratete Lotte Brill am 20. März 1936 den homophilen Theaterintendanten in einer Scheinehe, „um diesen vor dem Zuchthaus zu bewahren.“ Das Ehepaar zog in ein Haus im Grunewald. Das Ereignis wurde in den Zeitungen als „Olympische Hochzeit“ betitelt, über die unter anderem der Völkische Beobachter berichtete.
In der Mitte der 1930er Jahre wurden Brills Entwürfe für „die farbige Kühnheit und die besonders guten Materialkenntnisse“ gelobt. Brill würde „bewußt alles rein Dekorative“ vermeiden und stattdessen ein „eine interessante Verbindung historisch-theatralischer Formen in bühnenmäßiger Umwertung“ zeigen.

## Sammlungen
Arbeiten Brills finden sich unter anderem im Saarlandmuseum in Saarbrücken, in der Stiftung Stadtmuseum Berlin sowie in einer Privatsammlung in Bern.

## Schriften
- Frohes, freies glückliches Volk. Festspiel im Olympiastadion 18. bis 28. August 1938. Berliner Sommerfestspiele, veranstaltet von der Reichshauptstadt. Künstlerische Gesamtleitung: Hanns Niedecken-Gebhard. Mit Zeichnungen von Lotte Brill. Berlin 1938.